# Гизирян, Джон
Джон Гизирян (англ. John Kizirian, арм. Ժան Գիզիրեան; 2 апреля 1928 — 26 февраля 2006) — наиболее награждённый офицер разведки армии США, участник Второй мировой войны, Корейской и Вьетнамской войн.
В конце Второй мировой войны, в возрасте 17 лет Гизирян был зачислен в ВМС Соединённых Штатов. В 1949 году он был переведён в армию и стал сержантом. Во время Корейской войны воевал в пехоте в многочисленных фронтовых боях, став лейтенантом и лидером отряда. Во время Вьетнамской войны Гизирян уже был офицером разведки, часто вёл войска в специальных боевых задачах. После тридцатилетней службы Гизирян вышел в отставку в звании полковника (1975), но вернулся в строй снова в качестве представителя армии США в Индонезии (1980—1984). Считается одним из наиболее награждённых американских армян. В общей сложности ему были присуждены шестьдесят шесть орденов и наград, Гизирян является наиболее награждённым офицером разведки в истории Соединённых Штатов Америки.

## Биография
Джон Гизирян родился в семье армянских эмигрантов в городке Уайтинсвилл (штат Массачусетс) 4 апреля 1928 года. Его мать Марица и отец Месроп родились в Харберде (город в Османской империи). Отец Гизиряна с помощью своего дяди Гарабед Гизирпогосяна (Гизирпогосян позже будет изменено на Гизирян), который уже жил в Уайтинсвилле, прибыл США в 1914 году. Мать Гизиряна со своей семьёй эмигрировала на Кубу для того, чтобы по возможности перейти границу США. По договорённости отец Гизиряна, который уже являлся гражданином США, отправился на Кубу в 1927 году. Там познакомился с матерью Джона Гизиряна, женился на ней и привёл её в Уайтинсвилл. До вступления в брак отец Гизиряна был пекарем, а после работал на заводе Whitin Machine Works в качестве рабочего, там он работал в течение 45 лет. Мать Гизиряна была домохозяйкой. У Жана Гизиряна были две сестры — Маргарет и Ани. Умер 26 февраля 2006 года в возрасте 77 лет в городе Мелборн.